# Rio Schuylkill
O rio Schuylkill é um rio localizado no estado americano da Pensilvânia. Possui 209 km de comprimento.